# Afrixalus quadrivittatus
Afrixalus quadrivittatus (лат.) — вид бесхвостых земноводных из семейства прыгуний.
Общая длина достигает 5 см. Голова несколько уплощена. Надглазные дуги[прояснить] подняты. Морда короткая, заострённая. Глаза большие с вертикальными ромбическими зрачками. Туловище крепкое. Конечности тонкие, но достаточно развиты. Благодаря им это земноводное способно осуществлять прыжки до 10,3 м. Окраска коричневого цвета разных оттенков. По спине проходят две широкие белые или бежевые полосы, такие же полосы проходят по бокам.
Обитает от Эфиопии до Танзании (на юге) и Нигерии, Республики Конго и Демократической Республики Конго (на западе) в тропических и субтропических дождевых лесах. Ведёт древесный образ жизни, занимая высокие кустарники. Активна ночью. Питается мелкими беспозвоночными и их личинками.
Это яйцекладущее земноводное. Самка откладывает до 100 яиц в листья, находящиеся над водой. После появления головастики падают в воду, где проходят метаморфоз.